# Urs
Urs (en llatí Ursus) va ser un contemporani de Domicià al que va dissuadir de matar la seva dona Domícia Longina.
L'emperador no li tenia gaire consideració i va ordenar la seva mort però es va salvar per la intercessió de Júlia, neboda i amant de Domicià. Així Urs va ser perdonat i suposadament elevat al consolat, encara que el seu nom no apareix als Fasti. Estaci li va dedicar un poema de consolació per la mort d'un esclau molt apreciat, l'anomena "juvenis candidissimus et sine desidiae jactura doctissimus" i li dona el nom de Flavius Ursus.